# Agua bruta

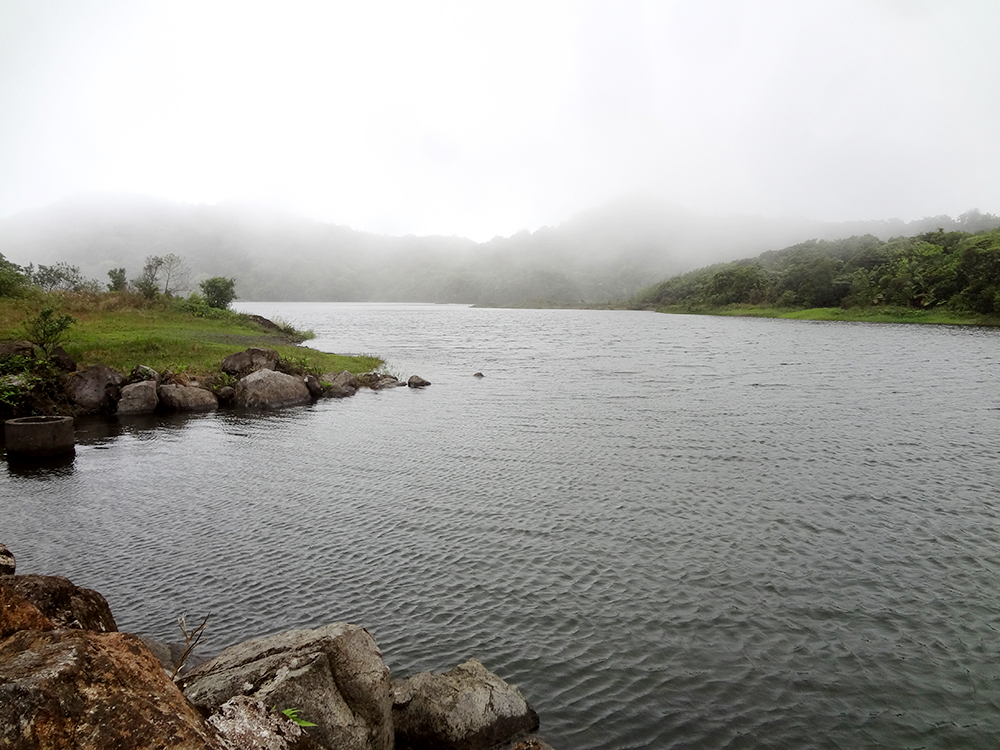
Freshwater Lake es una reserva de agua bruta a cielo abierto en la isla de Dominica.

El agua bruta o agua cruda es el nombre que recibe el agua que no ha recibido ningún tratamiento, y que generalmente se encuentra en fuentes y reservas naturales de aguas superficiales y subterráneas. También se llama así toda agua que entra en las plantas de tratamiento. Antes de poder ser considerada como potable, el agua bruta debe pasar por una serie de pruebas, entre las que se cuentan análisis de turbiedad, de flora microbiana (para determinar la posible presencia de microorganismos patógenos) y de detección de diferentes compuestos tóxicos. A partir de estos análisis se determinará el tipo de tratamiento a realizar para desinfectar el agua y prepararla para el consumo público, o para el uso industrial que se le quiera dar.

## Composición
La composición del agua bruta varía naturalmente pero suele contener de manera significativa uno o más de los siguientes contaminantes en la forma de iones, partículas u organismos vivos:
- Ácido húmico y otros ácidos complejos resultantes de la degradación de las plantas. Estos ocurren en la turba y en el agua, y son responsables de la coloración del agua.
- Minerales que hacen que el agua sea dura. Los más comunes son los carbonatos de calcio y de magnesio.
- Partículas de arcilla y limos.
- Microorganismos como bacterias, virus, protozoos y sus esporas.
- Moléculas disueltas del aire, sobre todo oxígeno
- Sal, que hace que el agua sea salobre, con mayor salinidad que el agua dulce, pero no tanta como el agua del mar.

## Desinfección
La desinfección del agua cruda puede generar subproductos que también deben ser eliminados antes de su entrada a la red pública. Entre ellos, destacan los Subproductos de la Cloración (SPD), que se forman cuando el cloro de desinfección entra en contacto con la Materia Orgánica Natural (MON) presente en el agua bruta.